# افسرده‌ماهی قلاب‌باله
افسرده‌ماهی قلاب‌باله (نام علمی: Citharichthys gymnorhinus) نام یک گونه از سرده لکه‌ماهی است.